# Голдович Олександр Іванович
Олександр Іванович Голдович (3 березня 1900, м. Борисов — 14 листопада 1975) — генерал-лейтенант інженерних військ (1945) .

## Біографія
Член КПРС з 1927 року. У Червоній армії з 1919. Брав участь у Громадянській війні на Західному фронті, боях біля озера Хасан у 1938 році.
У 1941 р. здійснив мінування центральної частини Києва, що спричинило вибухи та пожежі 24 вересня 1941 р., які призвели до цілковитого знищення історичного центру Києва.
Під час німецько-радянської війни був начальником інженерних військ армії на Південному, Північно-Кавказькому, 2-му і 3му Українських фронтах.
Після війни до 1961 р. — начальник інженерних військ військових округів, заступник начальника інженерних військ Міністерства оборони СРСР.